# NGC 79
Az NGC 79 egy elliptikus galaxis az Andromeda (Androméda) csillagképben.

## Felfedezése
Az NGC 79 galaxist 1884. november 14-én fedezte fel Guillaume Bigourdan.

## Tudományos adatok
A galaxis 5485 km/s sebességgel távolodik tőlünk.